# Tony Campolo
Anthony Campolo (Filadelfia, Pensilvania; 25 de febrero de 1935-Bryn Mawr, Pensilvania; 19 de noviembre de 2024) fue un sociólogo, escritor y pastor bautista estadounidense. Fue cofundador de los Cristianos de las Letras Rojas.

## Biografía
Nació en Filadelfia el 25 de febrero de 1935. Estudió en la Universidad del Este y obtuvo una Licenciatura en Artes en 1956. Fue ordenado pastor bautista en 1957. También estudió teología en el Seminario Teológico Palmer y obtuvo una Licenciatura en Divinidad en 1960 y una maestría  en 1961. Finalmente, estudió Sociología en la Universidad de Temple y obtuvo un Doctorado en Filosofía en 1968.

### Ministerio
En 1964, se convirtió en profesor de sociología en la Universidad del Este.  Durante diez años, también enseñó en la Universidad de Pensilvania.
En 1969 fundó la Asociación Evangélica para el Fomento de la Educación (EAPE). Se convirtió en pastor asociado de la Iglesia Bautista Mount Carmel en Oeste de Filadelfia, que está afiliada tanto a la Convención Bautista Nacional, EE. UU. como a las Iglesias Bautistas Americanas EE. UU.. En 1998, se convirtió en consejero espiritual del Presidente Bill Clinton. En 2007, con Shane Claiborne, fundó los Cristianos de las Letras Rojas, con el objetivo de reunir a evangélicos que creen en la importancia de insistir en los temas de justicia social mencionados por Jesús (en rojo en algunas traducciones de la Biblia).

## Vida personal
Se casó con Peggy Davidson el 7 de junio de 1958. Tienen 2 hijos.

## Honores
- 2006 : Doctor en Humanidades (doctorado honoris causa), Universidad del Este[3]